# Операция «Удар по полуострову»
Операция «Удар по полуострову» (англ. Peninsula Strike) — название первой крупной военной операции США после свержения режима Саддама Хусейна в Ираке в период Иракской войны.
В мае и начале июня 2003 года в «суннитском треугольнике» севернее Багдада начало формироваться раннее партизанское движение, направленное против американских войск в Ираке. В ответ на первые акции партизан силы США провели с 9 по 13 июня операцию «Peninsula Strike» в районе города Тулуя. Название операции происходило от места её проведения, полуострова на реке Тигр. Участие в ней принимали подразделения 3-й и 4-й пехотных дивизий, а также 173-й воздушно-десантной бригады США.
В ходе операции было задержано 397 иракцев, подозреваемых в причастности к партизанскому движению, включая разыскивавшихся членов бывшего иракского режима — генерал-майора Абуля Али Джасмина и бригадного генерала Абдуллу Али Джасмина. Единственное крупное столкновение с противником произошло 13 июня, когда партизаны предприняли неудачную попытку организовать засаду на американский танковый патруль. В ходе столкновения и последующего преследования нападавших было убито 27 партизан.
Несмотря на действия американских войск в этой и ряде последующих операций, партизанское движение в «суннитском треугольнике» продолжало укрепляться и уже осенью 2003 года перешло к активным боевым действиям.